# گوندال اوچ هوگس
گوندال اوچ هوگس (به سوئدی: Gundal och Högås) یک منطقهٔ مسکونی در سوئد است که در بخش کونگسباکا واقع شده‌است. گوندال اوچ هوگس ۰٫۷۹ کیلومتر مربع مساحت و ۳۸۴ نفر جمعیت دارد.